# Commissie voor Ethnologie
De Commissie voor Ethnologie was een commissie binnen de Koninklijke Nederlandsche Maatschappij tot bevordering der Geneeskunst die vanaf 1865 regelmatig verslag uitbracht van haar activiteiten. Hoewel de naam van de commissie een breder volkenkundig onderzoeksterrein doet vermoeden, beperkten de leden - allen artsen - zich louter tot fysisch antropologisch onderzoek in Nederland en onderzoek van het bij opgravingen aangetroffen menselijk skeletmateriaal.
Andere takken van de volkenkunde in Nederland werden sterk bepaald door de praktijk en de belangen van Nederland als koloniale macht. Het was de arts-antropoloog Johan Sasse, sinds 1894 secretaris van de Commissie voor Ethnologie, die samen met de antropoloog Herman ten Kate werk maakte om alle Nederlandse specialisten die zich bezighielden met de "studie van de mens" te verenigen in een beroepsgroep. Die werd op 28 april 1898 opgericht onder de naam Nederlandsche Anthropologische Vereeniging.